# ANTHOLOGY '94〜'97 THE BEST OF GEORGE YANAGI
『ANTHOLOGY '94〜'97 THE BEST OF GEORGE YANAGI』（アンソロジー '94〜'97 ザ・ベスト・オブジョージ・ヤナギ）は、日本のロックミュージシャンである柳ジョージが、1998年11月21日にユニバーサルビクターからリリースした4枚目のベスト・アルバムである。

## 解説
1994年に発売された『GOOD TIMES COLLECTION』以来約4年ぶりとなるベスト・アルバムで、1994年から1997年までにMCAビクターから発表した楽曲が収録されている。

## 批評
| 専門評論家によるレビュー | 専門評論家によるレビュー |
| レビュー・スコア         | レビュー・スコア         |
| 出典                     | 評価                     |
| ------------------------ | ------------------------ |
| CDジャーナル             | 肯定的                   |

CDジャーナルは、「彼の曲がCMソングとして数多く使われる秘密は、何よりもフックの強い声と歌唱にある。最初のフレーズで聴き手の耳を引き寄せる力強さが最大の魅力。」と批評した上で、「グイグイ押してくる『バーニング』、一転して心にしみ込むように切々と歌う『夢を追いこして』、違和感なく包括する幅の広さがある。」と肯定的に評価している。

## 収録曲
| #         | タイトル                                          | 作詞              | 作曲           | 編曲      | 時間  |
| --------- | ------------------------------------------------- | ----------------- | -------------- | --------- | ----- |
| 1.        | 「バーニング」                                    | 池永康記 & MISUMI | 樫原伸彦       | 樫原伸彦  | 4:36  |
| 2.        | 「夢を追いこして」                                | IBIZA             | 筒美京平       | 松下誠    | 4:22  |
| 3.        | 「End Of Dream」                                  | 加藤健            | 柳ジョージ     | 大村憲司  | 5:53  |
| 4.        | 「HEAVY RAINからもう一度」                        | 工藤哲雄          | 後藤次利       | 後藤次利  | 6:11  |
| 5.        | 「言えない涙」                                    | 山田ひろし        | 羽場仁志       | 佐藤準    | 5:34  |
| 6.        | 「GIVE SOME LOVE」                                | 柳ジョージ        | 柳ジョージ     | 松下誠    | 5:32  |
| 7.        | 「孤独に火をつけて〜Burnin' my heart, let me go」 | 工藤哲雄          | 柳ジョージ     | 大村憲司  | 5:27  |
| 8.        | 「めぐり逢える」                                  | 朝水彼方          | 筒美京平       | 新川博    | 3:32  |
| 9.        | 「Mother Tree」                                   | 山田ひろし        | 柳ジョージ     | 大村憲司  | 5:21  |
| 10.       | 「Call On Me」                                    | 三橋博            | 柳ジョージ     | 松下誠    | 5:20  |
| 11.       | 「TOGETHER」                                      | 加藤健            | 夢野真音       | 鳥山雄司  | 4:55  |
| 12.       | 「YOKOHAMA'66 (LIVE VERSION)」                    | トシ・スミカワ    | 金田一郎       | 田原音彦  | 4:49  |
| 13.       | 「For Your Love (LIVE VERSION)」                  | トシ・スミカワ    | 鈴木キサブロー | 後藤次利  | 4:14  |
| 14.       | 「雨に泣いてる (BURNING VERSION)」                | 柳ジョージ        | 柳ジョージ     | 大村憲司  | 4:47  |
| 合計時間: | 合計時間:                                         | 合計時間:         | 合計時間:      | 合計時間: | 70:33 |

## 楽曲解説
1. バーニング
  - 22ndシングル。ノンクレジットであるが、収録されているのは14thアルバム『BURNING』所収の「バーニング (ALBUM VERSION)」である。
  - アサヒスーパードライ '96 CMソング[3]
2. 夢を追いこして
  - 20thシングル。
  - ロッテ ガーナチョコレート TV-CFソング[4]
3. End Of Dream
  - 12thアルバム『Sycamore Dr.』収録曲。
4. HEAVY RAINからもう一度
  - 12thアルバム『STORAGE』収録曲。
5. 言えない涙
  - 14thアルバム『BURNING』収録曲。
6. GIVE SOME LOVE
  - 20thシングル「夢を追いこして」のカップリング曲。
7. 孤独に火をつけて〜Burnin' my heart, let me go
  - 13thアルバム『Sycamore Dr.』収録曲。
8. めぐり逢える
  - 19thシングル。
  - NTTタウンページCMソング[5]
9. Mother Tree
  - 21stシングル「やっぱり彼女はスゴかった」のカップリング曲。
  - 東映映画『螢II 赤い傷痕』[6]主題歌
10. Call On Me
  - 12thアルバム『STORAGE』収録曲。
11. TOGETHER
  - 14thアルバム『BURNING』収録曲。
12. YOKOHAMA'66 (LIVE VERSION)
  - 17thシングル「YOKOHAMA'66」のライヴヴァージョンで、ライヴアルバム『Live “CLASSICS”』に収録されている。
13. For Your Love (LIVE VERSION)
  - 8thシングル「フォー・ユア・ラヴ」のライヴヴァージョンで、ライヴアルバム『Live “CLASSICS”』に収録されている。
14. 雨に泣いてる (BURNING VERSION)
  - 14thアルバム『BURNING』収録曲。柳ジョージ&レイニーウッドの4thシングル「雨に泣いてる…」のセルフカバー。